# Kelli-Leigh
Kelli-Leigh Henry-Davila (* 3. Mai 1985 in South London) ist eine britische Sängerin für Pop- und Dance-Musik.

## Leben
Kelli Leigh wurde an der Londoner BRIT School zur Sängerin ausgebildet. Sie war nach dieser Zeit als Backgroundsängerin auf Tourneen tätig, darunter bei Adele, Leona Lewis und Jessie J.
Ab 2011 erschienen diverse Tonträger mit ihrer Stimme, darunter bei den Charthits Cry von den Bingo Players, I Got U von Duke Dumont und I Wanna Feel von SecondCity, bei denen sie stets ungenannt blieb. 2017 sang sie unter ihrem Namen bei James Hypes Electro-Track More Than Friends, der auf dem R&B-Song Don’t Let Go (Love) basiert. Dieser wurde ein internationaler Hit und mit Platin und Gold dekoriert. Es folgte eine Reihe weiterer Dance-Singles als Gesangs-Featuring. 2018 erschien ihre Solo-Debütsingle, der weitere folgten.